# Фотоінклінометр
Фотоінклінометр (рос. фотоинклинометр, англ. photoinclinometer, нім. Photoinclinometer n) – інклінометр, що містить фотокамеру з механізмом для фотофіксації положень чутливого елемента. Прилад призначається для контролю за бурінням та зйомки заморожуючих свердловин. Комплекс обладнання розміщується в спеціальному вантажному автомобілі.

## Інтернет-ресурси
- Inclinometer Blog - General Inclinometer Information [Архівовано 5 грудня 2018 у Wayback Machine.]